# Białoruś na Letnich Igrzyskach Olimpijskich 2012

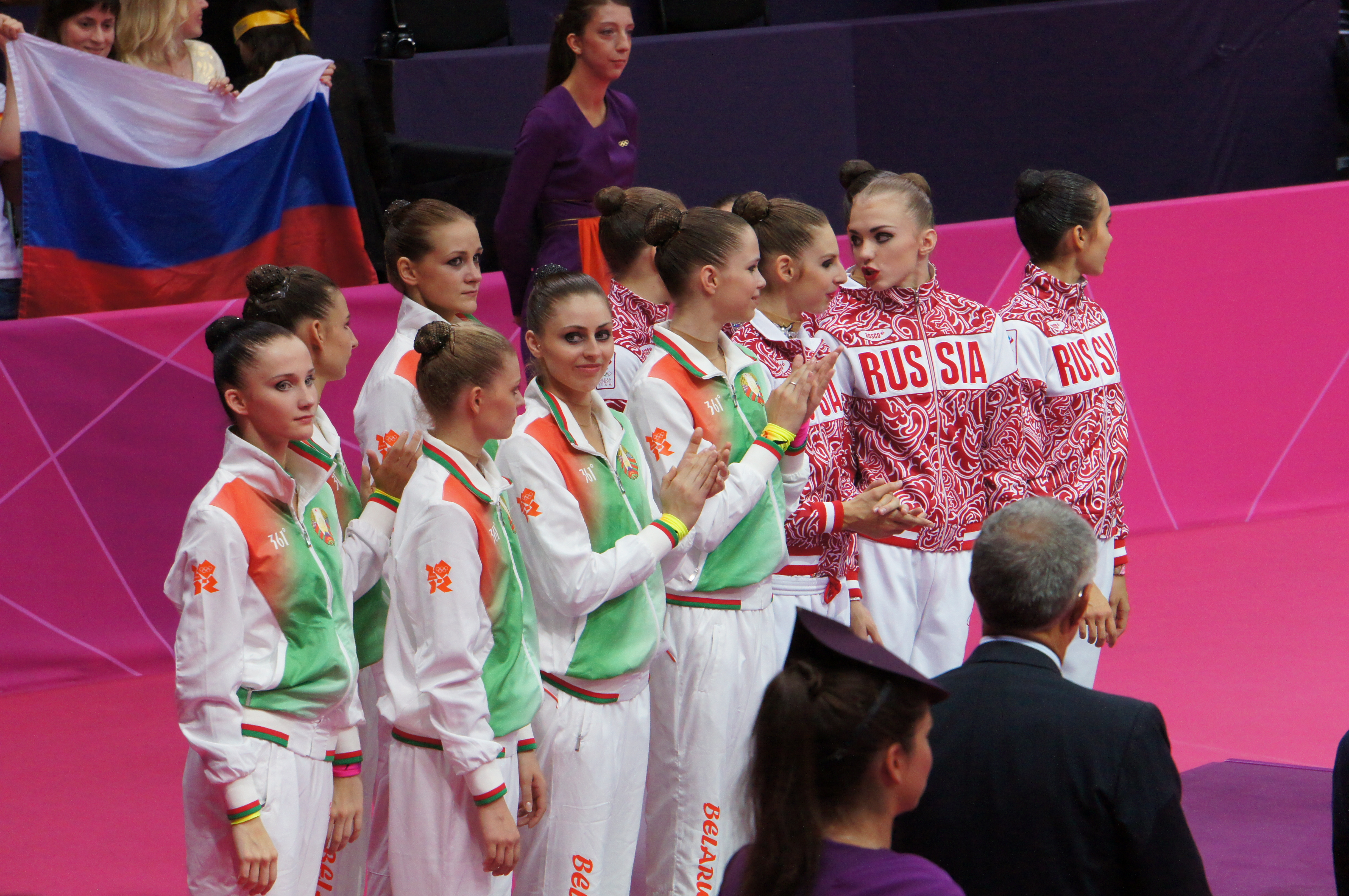
Białoruska drużyna gimnastyczek na podium IO 2012

Białoruś na Letnich Igrzyskach Olimpijskich 2012 reprezentowało 160 zawodników: 89 mężczyzn i 71 kobiet. Był to 5 start reprezentacji Białorusi na letnich igrzyskach olimpijskich.

## Zdobyte medale
| Medal  | Zawodnik | Dyscyplina             | Konkurencja                               | Rezultat                                                                        |
| ------ | --- | ---------------------- | ----------------------------------------- | ------------------------------------------------------------------------------- |
| Złoto  | Siarhiej Martynau | Strzelectwo            | karabin małokalibrowy leżąc 50 m mężczyzn | 705,5 pkt                                                                       |
| Złoto  | Wiktoryja Azaranka, Maks Mirny                                                                                       | Tenis ziemny           | gra mieszana                              | w finale pokonali parę brytyjską Laura Robson, Andy Murray 2:1 (2:6, 6:3, 10-8) |
| Srebro | Maryna Hanczarowa, Nastassia Iwankowa, Natalla Leszczyk, Alaksandra Narkiewicz, Ksienija Sankowicz, Alina Tumiłowicz | Gimnastyka artystyczna | zawody drużynowe                          | 55,500 pkt                                                                      |
| Srebro | Andrej Bahdanowicz, Alaksandr Bahdanowicz                                                                            | Kajakarstwo            | C-2 1000 m mężczyzn                       | 3:35,206 min                                                                    |
| Srebro | Raman Piatruszenka, Wadzim Machnieu                                                                                  | Kajakarstwo            | K-2 200 m mężczyzn                        | 34,266 s                                                                        |
| Srebro | Alaksandra Hierasimienia                                                                                             | Pływanie               | 50 m stylem dowolnym kobiet               | 24,28 s                                                                         |
| Srebro | Alaksandra Hierasimienia                                                                                             | Pływanie               | 100 m stylem dowolnym kobiet              | 53,38 s                                                                         |
| Brąz   | Lubou Czarkaszyna | Gimnastyka artystyczna | indywidualnie kobiety                     | 111,700 pkt                                                                     |
| Brąz   | Iryna Pamiałowa, Nadzieja Papok, Wolha Chudzienka, Maryna Pautaran                                                   | Kajakarstwo            | K-4 500 m kobiet                          | 1:31,400 min                                                                    |
| Brąz   | Maryna Szkiermankowa                                                                                                 | Podnoszenie ciężarów   | waga do 69 kg kobiet                      | 256 kg                                                                          |
| Brąz   | Iryna Kulesza | Podnoszenie ciężarów   | waga do 75 kg kobiet                      | 269 kg                                                                          |
| Brąz   | Wiktoryja Azaranka                                                                                                   | Tenis ziemny           | gra pojedyncza kobiet                     | w meczu o brązowy medal pokonała Rosjankę Mariję Kirilenko 2:0 (6:3, 6:4)       |

## Skład kadry

### Badminton
Kobiety
| Zawodniczka    | Konkurencja    | Faza grupowa                      | Faza grupowa                                  | Faza grupowa         | Faza grupowa | Eliminacje           | Ćwierćfinał          | Półfinał             | Finał                | Finał   |
| Zawodniczka    | Konkurencja    | Przeciwniczka Punkty              | Przeciwniczka Punkty                          | Przeciwniczka Punkty | Miejsce      | Przeciwniczka Punkty | Przeciwniczka Punkty | Przeciwniczka Punkty | Przeciwniczka Punkty | Miejsce |
| -------------- | -------------- | --------------------------------- | --------------------------------------------- | -------------------- | ------------ | -------------------- | -------------------- | -------------------- | -------------------- | ------- |
| Alesia Zajcewa | gra pojedyncza | Petja Nedełczea 0-2 (7:21, 19:21) | Adriyanti Firdasari 1-2 (10:21, 21:16, 14:21) |                      | 3.           |                      |                      |                      |                      | 33.     |

### Boks
Mężczyźni
| Zawodnik            | Konkurencja | 1/16                    | 1/8                  | Ćwierćfinał            | Półfinał         | Finał            | Finał   |
| Zawodnik            | Konkurencja | Przeciwnik Wynik        | Przeciwnik Wynik     | Przeciwnik Wynik       | Przeciwnik Wynik | Przeciwnik Wynik | Miejsce |
| ------------------- | ----------- | ----------------------- | -------------------- | ---------------------- | ---------------- | ---------------- | ------- |
| Wazgen Safarjanc    | 60 kg       |                         | Han Soon-chul 13-13+ |                        |                  |                  | 9.      |
| Michaił Dauhalawiec | 81 kg       | Ołeksandr Hwozdyk 10-18 |                      |                        |                  |                  | 17.     |
| Siarhiej Karniejeu  | 91 kg       |                         | Julio Castillo 21-12 | Teymur Məmmədov 19-19+ |                  |                  | 5.      |

### Gimnastyka
Mężczyźni
| Zawodnik              | Konkurencje            | Konkurencje            | Konkurencje     | Konkurencje     | Konkurencje                 | Konkurencje                 | Konkurencje          | Konkurencje          | Konkurencje            | Konkurencje            | Konkurencje         | Konkurencje         | Konkurencje | Konkurencje | Konkurencje        | Konkurencje        |
| Zawodnik              | Wielobój indywidualnie | Wielobój indywidualnie | Ćwiczenia wolne | Ćwiczenia wolne | Ćwiczenia na koniu z łękami | Ćwiczenia na koniu z łękami | Ćwiczenia na kółkach | Ćwiczenia na kółkach | Ćwiczenia na poręczach | Ćwiczenia na poręczach | Ćwiczenia na drążku | Ćwiczenia na drążku | Skoki       | Skoki       | Wielobój drużynowy | Wielobój drużynowy |
| Zawodnik              | Wynik                  | Pozycja                | Wynik           | Pozycja         | Wynik                       | Pozycja                     | Wynik                | Pozycja              | Wynik                  | Pozycja                | Wynik               | Pozycja             | Wynik       | Pozycja     | Wynik              | Pozycja            |
| --------------------- | ---------------------- | ---------------------- | --------------- | --------------- | --------------------------- | --------------------------- | -------------------- | -------------------- | ---------------------- | ---------------------- | ------------------- | ------------------- | ----------- | ----------- | ------------------ | ------------------ |
| Dzmitryj Kaspiarowicz |                        |                        |                 |                 |                             |                             |                      |                      |                        |                        |                     |                     | 15,666      | 9.          |                    |                    |

Kobiety
| Zawodniczka            | Wynik                  | Wynik                  | Wynik           | Wynik           | Wynik                  | Wynik                  | Wynik                   | Wynik                   | Wynik  | Wynik   | Wynik              | Wynik              |
| Zawodniczka            | Wielobój indywidualnie | Wielobój indywidualnie | Ćwiczenia wolne | Ćwiczenia wolne | Ćwiczenia na poręczach | Ćwiczenia na poręczach | Ćwiczenia na równoważni | Ćwiczenia na równoważni | Skoki  | Skoki   | Wielobój drużynowy | Wielobój drużynowy |
| Zawodniczka            | Wynik                  | Pozycja                | Wynik           | Pozycja         | Wynik                  | Pozycja                | Wynik                   | Pozycja                 | Wynik  | Pozycja | Wynik              | Pozycja            |
| ---------------------- | ---------------------- | ---------------------- | --------------- | --------------- | ---------------------- | ---------------------- | ----------------------- | ----------------------- | ------ | ------- | ------------------ | ------------------ |
| Nastassia Maraczkouska |                        |                        |                 |                 |                        |                        | 13,558                  | 35.                     | 13,800 | 10.     |                    |                    |

#### Gimnastyka artystyczna
| Zawodnik | Konkurencja           | Eliminacje | Eliminacje | Finał   | Finał   |
| Zawodnik | Konkurencja           | Wynik      | Pozycja    | Wynik   | Pozycja |
| --- | --------------------- | ---------- | ---------- | ------- | ------- |
| Lobou Czarkaszyna                                                                                               | wielobój indywidualny | 110,450    | 5.         | 111,700 | brąz    |
| Mielicina Dzmitryjeuna                                                                                          | wielobój indywidualny | 108,675    | 12.        |         |         |
| Maryna Hanczarowa Nastassia Iwankowa Natalla Leszczyk Alaksandra Narkiewicz Ksienija Sankowicz Alina Tumiłowicz | zawody drużynowe      | 54,750     | 3.         | 55,500  | srebro  |

#### Skoki na trampolinie
Mężczyźni
| Zawodnik           | Konkurencja | Eliminacje                     | Eliminacje                 | Eliminacje        | Eliminacje         | Eliminacje | Finał            | Finał             | Finał       | Finał        | Finał           | Finał   |
| Zawodnik           | Konkurencja | Eliminacje – Układ obowiązkowy | Eliminacje – Układ dowolny | Eliminacje – Kara | Eliminacje – Razem | Pozycja    | Finał – Trudność | Finał – Wykonanie | Finał – Lot | Finał – Kara | Finał – Łącznie | Pozycja |
| Zawodnik           | Konkurencja | Punkty                         | Punkty                     | Punkty            | Punkty             | Pozycja    | Punkty           | Punkty            | Punkty      | Punkty       | Punkty          | Pozycja |
| ------------------ | ----------- | ------------------------------ | -------------------------- | ----------------- | ------------------ | ---------- | ---------------- | ----------------- | ----------- | ------------ | --------------- | ------- |
| Wiaczasłau Modziel | mężczyźni   | 47,700                         | 56,180                     |                   | 103,880            | 12.        |                  |                   |             |              |                 |         |
| Taciana Piatrenia  | kobiety     | 48,785                         | 55,970                     |                   | 104,755            | 3.         | 14,400           | 25,200            | 16,070      |              | 55,670          | 5.      |

### Judo
Mężczyźni
| Zawodnik        | Konkurencja | 1/32             | 1/16                        | 1/8                          | Ćwierćfinał             | Półfinał         | Pierwsza runda repasaży   | Półfinał repasaży         | Finał            | Finał   |
| Zawodnik        | Konkurencja | Przeciwnik Wynik | Przeciwnik Wynik            | Przeciwnik Wynik             | Przeciwnik Wynik        | Przeciwnik Wynik | Przeciwnik Wynik          | Przeciwnik Wynik          | Przeciwnik Wynik | Pozycja |
| --------------- | ----------- | ---------------- | --------------------------- | ---------------------------- | ----------------------- | ---------------- | ------------------------- | ------------------------- | ---------------- | ------- |
| Jauhen Biadulin | - 100 kg    |                  | Cristian Schmidt 1001 -0000 | Tagir Chajbułajew 0003- 0111 |                         |                  |                           |                           |                  | 9.      |
| Ihar Makarau    | +100 kg     |                  | Islam El Shehaby 0021 -0002 | Daiki Kamikawa 0011 -0001    | Kim Sung-min 0002- 0011 |                  | Oscar Braison '1001 -0000 | Andreas Tölzer 0001- 1000 |                  | 5.      |

### Jeździectwo
| Zawodnik             | Konkurencja        | Ujeżdżenie | Cross country | Skoki (runda kwalifikacyjna) | Razem  | Skoki (runda finałowa) | Finał | Pozycja |
| -------------------- | ------------------ | ---------- | ------------- | ---------------------------- | ------ | ---------------------- | ----- | ------- |
| Alaksandr Faminou    | WKKW indywidualnie | 63,70      | 52,80         | 34,00                        | 150,50 |                        |       | 52.     |
| Alena Cieliapuszkina | WKKW indywidualnie | 69,10      | wyeliminowana |                              |        |                        |       |         |

### Kajakarstwo
Mężczyźni
| Zawodnik                                 | Konkurencja | Eliminacje | Eliminacje | Półfinały | Półfinały | Finał A/B | Finał A/B | Pozycja |
| Zawodnik                                 | Konkurencja | Czas       | Pozycja    | Czas      | Pozycja   | Czas      | Pozycja   | Pozycja |
| ---------------------------------------- | ----------- | ---------- | ---------- | --------- | --------- | --------- | --------- | ------- |
| Dzianis Haraża                           | C-1 200m    | 41,290     | 2.         | 41,427    | 2.        | 43,545    | 5. (A)    | 5.      |
| Alaksandr Żukouski                       | C-1 1000m   | 4:06,190   | 3.         | 3:54,002  | 4.        | 3:51,166  | 7.(A)     | 7.      |
| Andrej Bahdanowicz Alaksandr Bahdanowicz | C-2 1000m   | 3:42,599   | 3.         | 3:36,540  | 2.        | 3:35,206  | 2. (A)    | srebro  |
| Aleh Jurenia                             | K-1 1000m   | 3:36,012   | 3.         | 3:29,825  | 2.        | 3:32,396  | 6. (A)    | 6.      |
| Raman Piatruszenka Wadzim Machnieu       | K-2 200m    | 33,129     | 1.         | 32,641    | 1.        | 34.266    | 2. (A)    | srebro  |

Kobiety
| Zawodniczka                                                     | Konkurencja | Eliminacje | Eliminacje | Półfinały | Półfinały | Finał    | Finał   | Pozycja |
| Zawodniczka                                                     | Konkurencja | Czas       | Pozycja    | Czas      | Pozycja   | Czas     | Pozycja | Pozycja |
| --------------------------------------------------------------- | ----------- | ---------- | ---------- | --------- | --------- | -------- | ------- | ------- |
| Marharyta Ciszkiewicz                                           | K-1 200m    | 43,841     | 5.         | 42,821    | 8.        |          |         | 24.     |
| Wolha Chudzienka Maryna Pautaran                                | K-2 500m    | 1:44,568   | 4.         | 1:43,152  | 5.        | 1:44,407 | 1. (B)  | 9.      |
| Iryna Pamiałowa Nadzieja Papok Wolha Chudzienka Maryna Pautaran | K-4 500m    | 1:33,676   | 3.         | 1:30,883  | 2.        | 1:31,400 | 3. (A)  | brąz    |

### Kolarstwo

#### Kolarstwo szosowe
| Zawodnik           | Konkurencja                    | Czas                 | Pozycja              |
| ------------------ | ------------------------------ | -------------------- | -------------------- |
| Wasil Kiryjenka    | jazda indywidualna na czas (m) | 54:30,29             | 12.                  |
| Wasil Kiryjenka    | wyścig ze startu wspólnego (m) | nie ukończył wyścigu | nie ukończył wyścigu |
| Branisłau Samojłau | wyścig ze startu wspólnego (m) | 5:46:37              | 78.                  |
| Jauhien Hutarowicz | wyścig ze startu wspólnego (m) | 5:46:37              | 53.                  |
| Alena Amialiusik   | wyścig ze startu wspólnego (k) | 3:35:56              | 15.                  |

#### Kolarstwo torowe
Sprint
| Zawodnik      | Konkurencja       | Kwalifikacje  | Runda 1            | Repasaże        | Runda 2            | Repasaże                                | Ćwierćfinały       | Półfinały       | Finał           | Finał   |
| Zawodnik      | Konkurencja       | Time Speed    | Przeciwnik Czas    | Przeciwnik Czas | Przeciwnik Czas    | Przeciwnik Czas                         | Przeciwnik Czas    | Przeciwnik Czas | Przeciwnik Czas | Pozycja |
| ------------- | ----------------- | ------------- | ------------------ | --------------- | ------------------ | --------------------------------------- | ------------------ | --------------- | --------------- | ------- |
| Olga Panarina | indywidualnie (k) | 11,080 64,981 | Lee Hye-jin 11,608 |                 | Simona Krupeckaitė | Monique Sullivan, Natasha Hansen 11,572 | Victoria Pendleton |                 |                 | 8.      |

Keirin
| Zawodnik      | Konkurencja | Runda 1 | Repesaż | Runda 2 | Finał   |
| Zawodnik      | Konkurencja | Pozycja | Pozycja | Pozycja | Pozycja |
| ------------- | ----------- | ------- | ------- | ------- | ------- |
| Olga Panarina | kobiety     | 6.      | 5.      |         |         |

Omnium
| Zawodnik           | Konkurencja | Okrążenie start lotny | Okrążenie start lotny | Wyścig punktowy | Wyścig punktowy | Wyścig eliminacyjny | Wyścig na dochodzenie | Wyścig na dochodzenie | Scratch | Wyścig na 500 m | Wyścig na 500 m | Suma punktów | Pozycja |
| Zawodnik           | Konkurencja | Czas                  | M.                    | Punkty          | M.              | Miejsce             | Przeciwnik Wynik      | M.                    | M.      | Czas            | M.              | Suma punktów | Pozycja |
| ------------------ | ----------- | --------------------- | --------------------- | --------------- | --------------- | ------------------- | --------------------- | --------------------- | ------- | --------------- | --------------- | ------------ | ------- |
| Tacciana Szarakowa | kobiety     | 14.701                | 12.                   | 28              | 2.              | 15.                 | 3:38,301              | 5.                    | 12.     | 36,748          | 13.             | 59           | 9.      |

Wyścig na dochodzenie drużynowy
| Zawodnik                                    | Konkurencja | Kwalifikacje | Kwalifikacje | Pierwsza runda           | Pierwsza runda | Runda kwalifikacyjna | Runda kwalifikacyjna | Runda medalowa   | Runda medalowa |
| Zawodnik                                    | Konkurencja | Czas         | M.           | Przeciwnik Wynik         | M.             | Przeciwnik Wynik     | M.                   | Przeciwnik Wynik | M.             |
| ------------------------------------------- | ----------- | ------------ | ------------ | ------------------------ | -------------- | -------------------- | -------------------- | ---------------- | -------------- |
| Tacciana Szarakowa Alena Dylko Aksana Papko | Kobiety     | 3:22,850     | 8.           | Nowa Zelandia · 3:21,942 | 8.             | Niemcy · 3:20,245    | 7.                   |                  |                |

### Lekkoatletyka
Mężczyźni
Konkurencje biegowe
| Zawodnik           | Konkurencja        | Eliminacje | Eliminacje | Ćwierćfinał | Ćwierćfinał | Półfinał | Półfinał | Finał   | Finał   |
| Zawodnik           | Konkurencja        | Wynik      | Miejsce    | Wynik       | Miejsce     | Wynik    | Miejsce  | Wynik   | Miejsce |
| ------------------ | ------------------ | ---------- | ---------- | ----------- | ----------- | -------- | -------- | ------- | ------- |
| Sciapan Rahaucou   | maraton            |            |            |             |             |          |          | 2:23:23 | 64.     |
| Anis Ananienka     | 800 m              | 1:49,61    | 7.         |             |             |          |          |         |         |
| Maksim Łynsza      | 110 m przez płotki | 13,47      | 3.         |             |             | 13,45    | 7.       |         |         |
| Dzianis Simanowicz | chód na 20 km      |            |            |             |             |          |          | 1:20:58 | 12.     |
| Iwan Trocki        | chód na 20 km      |            |            |             |             |          |          | 1:21:23 | 16.     |
| Iwan Trocki        | chód na 50 km      |            |            |             |             |          |          | 3:46:09 | 14.     |

Konkurencje techniczne
| Zawodnik            | Konkurencja    | Kwalifikacje | Kwalifikacje       | Finał | Finał   |
| Zawodnik            | Konkurencja    | Wynik        | Miejsce            | Wynik | Miejsce |
| ------------------- | -------------- | ------------ | ------------------ | ----- | ------- |
| Pawieł Łyżyn        | pchnięcie kulą | 20,57        | 6.                 | 20,69 | 8.      |
| Andrej Michniewicz  | pchnięcie kulą | 19,89        | 17.                |       |         |
| Dzmitryj Płatnicki  | trójskok       | 16,62        | 12.                | 16,19 | 12.     |
| Uładzimir Kazłou    | rzut oszczepem | 80,06        | 15.                |       |         |
| Waleryj Swiatocha   | rzut młotem    | 74,69        | 12.                | 73,13 | 11.     |
| Pawieł Krywicki     | rzut młotem    | 71,49        | 28.                |       |         |
| Andrej Czuryła      | skok wzwyż     | –            | nie sklasyfikowany |       |         |
| Stanislau Ciwonczyk | skok o tyczce  | 5,20         | 23.                |       |         |

| Zawodnik      | Konkurencje   | Konkurencje                | Wyniki  | Punkty | Miejsce |
| ------------- | ------------- | -------------------------- | ------- | ------ | ------- |
| Eduard Michan | dziesięciobój | bieg 100 m                 | 10,74   | 919    | 8.      |
| Eduard Michan | dziesięciobój | skok w dal                 | 6,94    | 799    | 17.     |
| Eduard Michan | dziesięciobój | pchnięcie kulą             | 14,75   | 774    | 15.     |
| Eduard Michan | dziesięciobój | skok wzwyż                 | 1,93    | 740    | 17.     |
| Eduard Michan | dziesięciobój | bieg 400 m                 | 48,42   | 889    | 13.     |
| Eduard Michan | dziesięciobój | bieg na 110 m przez płotki | 14,15   | 955    | 10.     |
| Eduard Michan | dziesięciobój | rzut dyskiem               | 44,42   | 755    | 11.     |
| Eduard Michan | dziesięciobój | skok o tyczce              | 4,40    | 731    | 15.     |
| Eduard Michan | dziesięciobój | rzut oszczepem             | 55,69   | 673    | 17.     |
| Eduard Michan | dziesięciobój | bieg na 1500 m             | 4:38,06 | 693    | 17.     |
| Eduard Michan | dziesięciobój | Finał                      |         | 7928   | 17.     |

Kobiety
Konkurencje biegowe
| Zawodnik                                                          | Konkurencja           | Eliminacje      | Eliminacje | Ćwierćfinał | Ćwierćfinał | Półfinał | Półfinał | Finał   | Finał   |
| Zawodnik                                                          | Konkurencja           | Wynik           | Miejsce    | Wynik       | Miejsce     | Wynik    | Miejsce  | Wynik   | Miejsce |
| ----------------------------------------------------------------- | --------------------- | --------------- | ---------- | ----------- | ----------- | -------- | -------- | ------- | ------- |
| Nastassia Starawojtawa                                            | maraton               |                 |            |             |             |          |          | 2:30,25 | 33.     |
| Swiatłana Kouhan                                                  | maraton               |                 |            |             |             |          |          | 2:30.26 | 34.     |
| Wolha Dubouska                                                    | maraton               |                 |            |             |             |          |          | 2:39,12 | 78.     |
| Swiatłana Kudzielicz                                              | 3000 m z przeszkodami | 9:54,77         | 14.        |             |             |          |          |         |         |
| Julija Bałykina                                                   | 100 m                 | 11,70           | 7.         |             |             |          |          |         |         |
| Swiatłana Usowicz                                                 | 400 m                 | 52,40           | 5.         |             |             |          |          |         |         |
| Maryna Arzamasawa                                                 | 800 m                 | 2:08,45         | 4.         |             |             |          |          |         |         |
| Natalla Karejwa                                                   | 1500 m                | 4:06,87         | 3.         |             |             | 4:02,37  | 6.       | 4:11,58 | 7.      |
| Kaciaryna Papłauska                                               | 100 m przez płotki    | dyskwalifikacja | .          |             |             |          |          |         |         |
| Alina Tałaj                                                       | 100 m przez płotki    | 12,71           | 1.         |             |             | 12,84    | 4.       |         |         |
| Alina Tałaj Kaciaryna Hanczar Alena Nieumiarżycka Julija Bałykina | 4 × 100 m             | 43,90           | 7.         |             |             |          |          |         |         |
| Jelena Kijewicz Iryna Chlustawa Iłona Usowicz Swiatłana Usowicz   | 4 × 400 m             | 3:26,52         | 5.         |             |             |          |          |         |         |
| Hanna Drabienia                                                   | chód 20 km            |                 |            |             |             |          |          | 1:31:58 | 25.     |
| Nastassia Jacewicz                                                | chód 20 km            |                 |            |             |             |          |          | 1:35:41 | 48.     |

Konkurencje techniczne
| Zawodniczka                  | Konkurencja    | Kwalifikacje    | Kwalifikacje       | Finał | Finał   |
| Zawodniczka                  | Konkurencja    | Wynik           | Miejsce            | Wynik | Miejsce |
| ---------------------------- | -------------- | --------------- | ------------------ | ----- | ------- |
| Aksana Miańkowa              | rzut młotem    | 73,10           | 8.                 | 74,40 | 7.      |
| Alena Matoszka               | rzut młotem    | 67,03           | 30.                |       |         |
| Maryna Nowik                 | rzut oszczepem | 54,31           | 33.                |       |         |
| Nadzieja Astapczuk           | pchnięcie kulą | dyskwalifikacja |                    |       |         |
| Natalla Michniewicz          | pchnięcie kulą | 18,60           | 10.                | 18,42 | 11.     |
| Janina Karolczyk-Prawalinska | pchnięcie kulą | 17,87           | 18.                |       |         |
| Anastasija Szwiedowa         | skok o tyczce  | 4,40            | 17.                |       |         |
| Swiatłana Siarowa            | rzut dyskiem   | 56,70           | 33.                |       |         |
| Nastassia Mironczyk-Iwanowa  | skok w dal     | 6,66            | 6.                 | 6,72  | 7.      |
| Wieranika Szutkowa           | skok w dal     | 6,40            | 12.                | 6,54  | 10.     |
| Wolha Sudarawa               | skok w dal     | 6,38            | 14.                |       |         |
| Ksienija Dziacuk             | trójskok       | X               | nie sklasyfikowana |       |         |

| Zawodniczka    | Konkurencja | Konkurencja                | Wyniki  | Punkty | Miejsce |
| -------------- | ----------- | -------------------------- | ------- | ------ | ------- |
| Jana Maksimawa | siedmiobój  | bieg na 100 m przez płotki | 13,97   | 977    | 31.     |
| Jana Maksimawa | siedmiobój  | skok wzwyż                 | 1,89    | 1093   | 11.     |
| Jana Maksimawa | siedmiobój  | pchnięcie kulą             | 14,09   | 800    | 9.      |
| Jana Maksimawa | siedmiobój  | bieg 200 m                 | 25,43   | 848    | 19.     |
| Jana Maksimawa | siedmiobój  | skok w dal                 | 5,99    | 846    | 18.     |
| Jana Maksimawa | siedmiobój  | rzut oszczepem             | 42,33   | 712    | 18.     |
| Jana Maksimawa | siedmiobój  | bieg na 800 m              | 2:13,37 | 916    | 17.     |
| Jana Maksimawa | siedmiobój  | Finał                      |         | 6198   | 17.     |

### Łucznictwo
| Zawodnik              | Konkurencja       | Runda rankingowa | Runda rankingowa | 1/32                   | 1/16             | 1/8              | Ćwierćfinały     | Półfinały        | Finał            | Finał   |
| Zawodnik              | Konkurencja       | Wynik            | Seed             | Przeciwnik Wynik       | Przeciwnik Wynik | Przeciwnik Wynik | Przeciwnik Wynik | Przeciwnik Wynik | Przeciwnik Wynik | Pozycja |
| --------------------- | ----------------- | ---------------- | ---------------- | ---------------------- | ---------------- | ---------------- | ---------------- | ---------------- | ---------------- | ------- |
| Kaciaryna Cimafiejewa | indywidualnie (k) | 644              | 33.              | Lidija Siczenikowa 6:5 | Ki Bo-bae 2:6    |                  |                  |                  |                  | 17.     |

### Pięciobój nowoczesny
| Zawodnik               | Konkurencja | Szermierka | Szermierka | Szermierka | Pływanie | Pływanie | Pływanie | Jazda konna | Jazda konna | Jazda konna | Kombinacja: strzelanie/bieg przełajowy | Kombinacja: strzelanie/bieg przełajowy | Kombinacja: strzelanie/bieg przełajowy | Suma punktów | Pozycja |
| Zawodnik               | Konkurencja | Wynik      | M.         | Punkty     | Czas     | M.       | Punkty   | Kary        | M.          | Punkty      | Czas                                   | M.                                     | Punkty                                 | Suma punktów | Pozycja |
| ---------------------- | ----------- | ---------- | ---------- | ---------- | -------- | -------- | -------- | ----------- | ----------- | ----------- | -------------------------------------- | -------------------------------------- | -------------------------------------- | ------------ | ------- |
| Stanisłau Żuraulou     | mężczyźni   | 20-15      | 6.         | 880        | 2:06,80  | 21.      | 1280     | 80          | 19.         | 1120        | 10:58:00                               | 20.                                    | 2368                                   | 5648         | 16.     |
| Dzmitryj Mielach       | mężczyźni   | 17-18      | 13.        | 808        | 2:03,67  | 13.      | 1316     | 160         | 31.         | 1028        | 11:33:18                               | 33.                                    | 2228                                   | 5380         | 30.     |
| Anastasija Prakapienka | kobiety     | 15-20      | 25.        | 760        | 2:28,50  | 33.      | 1020     | 60          | 12.         | 1140        | 11:06,00                               | 1.                                     | 2336                                   | 5256         | 6.      |
| Hanna Wasilionak       | kobiety     | 16-19      | 22.        | 784        | 2:32,87  | 36.      | 968      | 80          | 31.         | 1016        | 12:49,61                               | 29.                                    | 1924                                   | 4692         | 32.     |

### Piłka nożna
Turniej mężczyzn
- Reprezentacja mężczyzn

| - Jahor Zubowicz - Alaksandr Hutar - Illa Aleksijewicz - Stanisłau Drahun - Alaksiej Hauryłowicz - Siarhiej Paliciewicz - Dzmitryj Baha - Arciom Saławiej |  | - Alaksiej Kazłou - Dzianis Palakou - Renan Bressan - Michaił Hardziejczuk - Ihar Kuźmianok - Maksim Skawysz - Siarhiej Karnilenka - Andrej Warankou |

Grupa A
| Drużyna       | M | W | R | P | G+ | G- | G= | Pkt |
| ------------- | - | - | - | - | -- | -- | -- | --- |
| Brazylia      | 3 | 3 | 0 | 0 | 9  | 3  | 6  | 9   |
| Egipt         | 3 | 1 | 1 | 1 | 6  | 5  | 1  | 4   |
| Białoruś      | 3 | 1 | 0 | 2 | 3  | 6  | -3 | 3   |
| Nowa Zelandia | 3 | 0 | 1 | 2 | 1  | 5  | -4 | 1   |

26 lipca 2012
| Białoruś | 1:0 | Nowa Zelandia |

29 lipca 2012
| Brazylia | 3:1 | Białoruś |

1 sierpnia 2012
| Egipt | 3:1 | Białoruś |

### Pływanie
Mężczyźni
| Zawodnik          | Konkurencja       | Eliminacje | Eliminacje | Półfinał | Półfinał | Finał | Finał   |
| Zawodnik          | Konkurencja       | Czas       | Miejsce    | Czas     | Miejsce  | Czas  | Miejsce |
| ----------------- | ----------------- | ---------- | ---------- | -------- | -------- | ----- | ------- |
| Jauhien Curkin    | 100 m dowolnym    | 50,53      | 34.        |          |          |       |         |
| Uładzimir Żyharau | 1500 m dowolnym   | 15:48,67   | 30.        |          |          |       |         |
| Pawieł Sankowicz  | 100 m grzbietowym | 54,53      | 18.        |          |          |       |         |
| Pawieł Sankowicz  | 100 m motylkowym  | 53,47      | 35.        |          |          |       |         |
| Juryj Suworau     | 400 m zmiennym    | 4:23,06    | 26.        |          |          |       |         |

Kobiety
| Zawodniczka                                                                  | Konkurencja        | Eliminacje | Eliminacje | Półfinał | Półfinał | Finał | Finał   |
| Zawodniczka                                                                  | Konkurencja        | Czas       | Miejsce    | Czas     | Miejsce  | Czas  | Miejsce |
| ---------------------------------------------------------------------------- | ------------------ | ---------- | ---------- | -------- | -------- | ----- | ------- |
| Alaksandra Hierasimienia                                                     | 50 m dowolnym      | 24,76      | 5.         | 24,45    | 2.       | 24,28 | srebro  |
| Alaksandra Hierasimienia                                                     | 100 m dowolnym     | 53,63      | 4.         | 53,78    | 7.       | 53,38 | srebro  |
| Alaksandra Hierasimienia                                                     | 100 m motylkowym   | 58,50      | 13.        | 58,41    | 13.      |       |         |
| Swiatłana Chochława                                                          | 50 m dowolnym      | 25,36      | 20.        |          |          |       |         |
| Alaksandra Hierasimienia Swiatłana Chochława Aksana Dziamidawa Julija Chitra | 4 × 100 m dowolnym | 3:40,67    | 13.        |          |          |       |         |

### Podnoszenie ciężarów
Mężczyźni
| Zawodnik            | Konkurencja | Rwanie | Rwanie                   | Podrzut                  | Podrzut                  | Razem                    | Pozycja                  |
| Zawodnik            | Konkurencja | Wynik  | Pozycja                  | Wynik                    | Pozycja                  | Razem                    | Pozycja                  |
| ------------------- | ----------- | ------ | ------------------------ | ------------------------ | ------------------------ | ------------------------ | ------------------------ |
| Mikałaj Nowikau     | -85 kg      | 167 kg | 6.                       | 196 kg                   | 10.                      | 363 kg                   | 8.                       |
| Andrej Rybakou      | -85 kg      | 180 kg | nie ukończył konkurencji | nie ukończył konkurencji | nie ukończył konkurencji | nie ukończył konkurencji | nie ukończył konkurencji |
| Alaksandr Makaranka | -94 kg      | 175 kg | 9.                       | 209 kg                   | 7.                       | 384 kg                   | 10.                      |
| Jauhien Żarnasiek   | +105 kg     | 196 kg | 5.                       | 230 kg                   | 9.                       | 426 kg                   | 9.                       |

Kobiety
| Zawodniczka          | Konkurencja | Rwanie | Rwanie  | Podrzut | Podrzut | Razem  | Pozycja |
| Zawodniczka          | Konkurencja | Wynik  | Pozycja | Wynik   | Pozycja | Razem  | Pozycja |
| -------------------- | ----------- | ------ | ------- | ------- | ------- | ------ | ------- |
| Anastasija Nowikawa  | -58 kg      | 103 kg | 3.      | 127 kg  | 8.      | 230 kg | 7.      |
| Maryna Szkiermankowa | -69 kg      | 113 kg | 4.      | 143 kg  | 3.      | 256 kg | brąz    |
| Dzina Sazanawiec     | -69 kg      | 115 kg | 3.      | 141 kg  | 4.      | 256 kg | 4.      |
| Iryna Kulesza        | -75 kg      | 121 kg | 3.      | 148 kg  | 3.      | 269 kg | brąz    |

### Skoki do wody
Mężczyźni
| Zawodnik              | Konkurencja              | Preeliminacje | Preeliminacje | Półfinał | Półfinał | Finał  | Finał   |
| Zawodnik              | Konkurencja              | Punkty        | Miejsce       | Punkty   | Miejsce  | Punkty | Miejsce |
| --------------------- | ------------------------ | ------------- | ------------- | -------- | -------- | ------ | ------- |
| Wadzim Kaptur         | wieża 10 m indywidualnie | 420,60        | 21.           |          |          |        |         |
| Cimafiej Hardziejczuk | wieża 10 m indywidualnie | 350,05        | 31.           |          |          |        |         |

### Strzelectwo
Mężczyźni
| Zawodnik               | Konkurencja | Kwalifikacje | Kwalifikacje | Finał  | Finał   |
| Zawodnik               | Konkurencja | Wynik        | Pozycja      | Wynik  | Pozycja |
| ---------------------- | ----------- | ------------ | ------------ | ------ | ------- |
| Juryj Dałhapołau       | ppn 60      | 547          | 30.          |        |         |
| Kanstancin Łukaszyk    | ppn 60      | 582          | 11.          |        |         |
| Kanstancin Łukaszyk    | pdw 60      | 571          | 30.          |        |         |
| Andrej Kazak           | pdw 60      | 547          | 31.          |        |         |
| Illia Czarhejka        | kpn 60      | 597          | 5.           | 698,6  | 7.      |
| Witalij Bubnowicz      | kpn 60      | 595          | 11.          |        |         |
| Witalij Bubnowicz      | kdw 3x40    | 1164         | 17.          |        |         |
| Juryj Szczierbaciewicz | kdw 3x40    | 1171         | 4.           | 1267,3 | 8.      |
| Juryj Szczierbaciewicz | ksp 60 l    | 591          | 30.          |        |         |
| Siarhiej Martynau      | ksp 60 l    | 600          | 1.           | 705,5  | złoto   |
| Andrej Kawałenka       | trap        | 101          | 34.          |        |         |

Kobiety
| Zawodnik         | Konkurencja | Kwalifikacje | Kwalifikacje | Finał | Finał   |
| Zawodnik         | Konkurencja | Wynik        | Pozycja      | Wynik | Pozycja |
| ---------------- | ----------- | ------------ | ------------ | ----- | ------- |
| Wiktoryja Czajka | ppn 30      | 385          | 6.           | 485,2 | 5.      |
| Wiktoryja Czajka | psp 60      | 578          | 25.          |       |         |

### Szermierka
Mężczyźni
| Zawodnik                                                                     | Konkurencja          | 1/32                  | 1/16                    | 1/8                      | Ćwierćfinały     | Miejsca 5-8.     | Półfinały        | Mecz o 7. miejsce          | Finał            | Finał   |
| Zawodnik                                                                     | Konkurencja          | Przeciwnik Wynik      | Przeciwnik Wynik        | Przeciwnik Wynik         | Przeciwnik Wynik | Przeciwnik Wynik | Przeciwnik Wynik | Przeciwnik Wynik           | Przeciwnik Wynik | Pozycja |
| ---------------------------------------------------------------------------- | -------------------- | --------------------- | ----------------------- | ------------------------ | ---------------- | ---------------- | ---------------- | -------------------------- | ---------------- | ------- |
| Dzmitryj Łapkies                                                             | szabla indywidualnie |                       | Philippe Beaudry 15 -10 | Timothy Morehouse 13- 15 |                  |                  |                  |                            |                  | 9.      |
| Waleryj Pryjomka                                                             | szabla indywidualnie | James Honeybone 15 -9 | Aldo Montano 9- 15      |                          |                  |                  |                  |                            |                  | 17.     |
| Alaksandr Bujkiewicz                                                         | szabla indywidualnie |                       | Boladé Apithy 15 -11    | Rareș Dumitrescu 6- 15   |                  |                  |                  |                            |                  | 9.      |
| Alaksandr Bujkiewicz Alaksiej Lichaczeuski Waleryj Pryjomka Dzmitryj Łapkies | szabla drużynowo     |                       |                         |                          | Włochy · 44- 45  | Niemcy · 40- 45  |                  | Stany Zjednoczone · 45 -35 |                  | 7.      |

### Tenis stołowy
| Zawodnik             | Konkurencja        | Eliminacje       | Runda 1                                            | Runda 2                                            | Runda 3                                                          | 1/8 finału                                                 | Ćwierćfinały     | Półfinały        | Finał            | Finał   |
| Zawodnik             | Konkurencja        | Przeciwnik Wynik | Przeciwnik Wynik                                   | Przeciwnik Wynik                                   | Przeciwnik Wynik                                                 | Przeciwnik Wynik                                           | Przeciwnik Wynik | Przeciwnik Wynik | Przeciwnik Wynik | Pozycja |
| -------------------- | ------------------ | ---------------- | -------------------------------------------------- | -------------------------------------------------- | ---------------------------------------------------------------- | ---------------------------------------------------------- | ---------------- | ---------------- | ---------------- | ------- |
| Uładzimir Samsonau   | gra pojedyncza (m) |                  |                                                    |                                                    | William Henzell 4-3 (12:10, 8:11, 11:13, 11:9, 11:9, 8:11, 11:7) | Zhang Jike 3-4 (11:4, 7:11, 5:11, 11:8, 11:8, 7:11, 7:11)  |                  |                  |                  | 9.      |
| Wiktoria Pawłowicz   | gra pojedyncza (k) |                  |                                                    |                                                    | Kristin Silbereisen 4-2 (12:10, 13:11, 9:11, 11:13, 11:4, 11:7)  | Wang Yuegu 3-4 (6:11, 11:7, 11:4, 14:12, 7:11, 9:11, 8:11) |                  |                  |                  | 9.      |
| Aleksandra Priwałowa | gra pojedyncza (k) |                  | Han Xiang 4-2 (11:2, 7:11, 11:6, 11:8, 8:11, 11:9) | Liu Jia 2-4 (11:5, 4:11, 8:11, 10:12, 12:10, 4:11) |                                                                  |                                                            |                  |                  |                  | 33.     |

### Tenis ziemny
Kobiety
| Zawodnik           | Konkurencja | 1/32                             | 1/16                                 | 1/8                           | Ćwierćfinały              | Półfinały                | Finał                     | Finał   |
| Zawodnik           | Konkurencja | Przeciwnik Wynik                 | Przeciwnik Wynik                     | Przeciwnik Wynik              | Przeciwnik Wynik          | Przeciwnik Wynik         | Przeciwnik Wynik          | Pozycja |
| ------------------ | ----------- | -------------------------------- | ------------------------------------ | ----------------------------- | ------------------------- | ------------------------ | ------------------------- | ------- |
| Wiktoryja Azaranka | singel      | Irina-Camelia Begu 6:1, 3:6, 6:1 | María José Martínez Sánchez 6:1, 6:2 | Nadieżda Pietrowa 7:6(6), 6:4 | Angelique Kerber 6:4, 7:5 | Serena Williams 1:6, 2:6 | Marija Kirilenko 6:3, 6:4 | brąz    |

Mężczyźni
| Zawodnik                  | Konkurencja | 1/32             | 1/16                                              | 1/8              | Ćwierćfinały     | Półfinały        | Finał            | Finał         |
| Zawodnik                  | Konkurencja | Przeciwnik Wynik | Przeciwnik Wynik                                  | Przeciwnik Wynik | Przeciwnik Wynik | Przeciwnik Wynik | Przeciwnik Wynik | Pozycja       |
| ------------------------- | ----------- | ---------------- | ------------------------------------------------- | ---------------- | ---------------- | ---------------- | ---------------- | ------------- |
| Alaksandr Bury Maks Mirny | debel       |                  | Mahesh Bhupathi Rohan Bopanna 6:7(4), 7:6(4), 6:8 | → Nie awansowali | → Nie awansowali | → Nie awansowali | → Nie awansowali | Miejsca 17-32 |

Gra mieszana
| Zawodnicy                     | Konkurencja | 1/32             | 1/16             | 1/8                                          | Ćwierćfinał                          | Półfinał                               | Finał                                   | Finał   |
| Zawodnicy                     | Konkurencja | Przeciwnik Wynik | Przeciwnik Wynik | Przeciwnik Wynik                             | Przeciwnik Wynik                     | Przeciwnik Wynik                       | Przeciwnik Wynik                        | Pozycja |
| ----------------------------- | ----------- | ---------------- | ---------------- | -------------------------------------------- | ------------------------------------ | -------------------------------------- | --------------------------------------- | ------- |
| Wiktoryja Azaranka Maks Mirny | mikst       |                  |                  | Angelique Kerber Philipp Petzschner 6:2, 6:2 | Sania Mirza Leander Paes 7:5, 7:6(5) | Lisa Raymond Mike Bryan 3:6, 6:4, 10-7 | Laura Robson Andy Murray 2:6, 6:3, 10-8 | złoto   |

### Wioślarstwo
Mężczyźni
| Zawodnik                                                                 | Konkurencja | Eliminacje | Eliminacje | Repesaż | Repesaż | Ćwierćfinały | Ćwierćfinały | Półfinały C/D | Półfinały C/D | Półfinały A/B | Półfinały A/B | Finał C/D | Finał C/D | Finał A/B | Finał A/B | Miejsce |
| Zawodnik                                                                 | Konkurencja | Czas       | M.         | Czas    | M.      | Czas         | M.           | Czas          | M.            | Czas          | M.            | Czas      | M.        | Czas      | M.        | Miejsce |
| ------------------------------------------------------------------------ | ----------- | ---------- | ---------- | ------- | ------- | ------------ | ------------ | ------------- | ------------- | ------------- | ------------- | --------- | --------- | --------- | --------- | ------- |
| Alaksandr Kazubouski Wadzim Lalin Dzianis Mihal Stanisłau Szczarbaczenia | M4-         | 5:53,26    | 3.         |         |         |              |              |               |               | 6:05,26       | 5.            |           |           | 6:09,31   | 1.(B)     | 7.      |

Kobiety
| Zawodnik          | Konkurencja | Eliminacje | Eliminacje | Repesaż | Repesaż | Ćwierćfinały | Ćwierćfinały | Półfinały C/D | Półfinały C/D | Półfinały A/B | Półfinały A/B | Finał C/D | Finał C/D | Finał A/B | Finał A/B | Miejsce |
| Zawodnik          | Konkurencja | Czas       | M.         | Czas    | M.      | Czas         | M.           | Czas          | M.            | Czas          | M.            | Czas      | M.        | Czas      | M.        | Miejsce |
| ----------------- | ----------- | ---------- | ---------- | ------- | ------- | ------------ | ------------ | ------------- | ------------- | ------------- | ------------- | --------- | --------- | --------- | --------- | ------- |
| Kaciaryna Karsten | W1x         | 7:30,31    | 1.         |         |         | 7:42,00      | 2.           |               |               | 7:44.94       | 3.            |           |           | 8:02,86   | 5.(A)     | 5.      |

### Zapasy
Mężczyźni – styl klasyczny
| Zawodnik               | Konkurencja | Kwalifikacje               | 1/8                       | Ćwierćfinał            | Półfinał          | Repesaż 1            | Repesaż 2         | Finał            | Finał   |
| Zawodnik               | Konkurencja | Przeciwnik Wynik           | Przeciwnik Wynik          | Przeciwnik Wynik       | Przeciwnik Wynik  | Przeciwnik Wynik     | Przeciwnik Wynik  | Przeciwnik Wynik | Pozycja |
| ---------------------- | ----------- | -------------------------- | ------------------------- | ---------------------- | ----------------- | -------------------- | ----------------- | ---------------- | ------- |
| Ełbiek Tażyjeu         | -55 kg      |                            | Kōhei Hasegawa 0-4        |                        |                   |                      |                   |                  | 16.     |
| Alaksandr Kikiniou     | -74 kg      |                            | Aschat Dilmuchamiedow 3-0 | Arsen Dżulfalakian 0-3 |                   | Danijar Köbönow 3-0  | Emin Əhmədov 2-3  |                  | 5.      |
| Alim Sielimau          | -84 kg      |                            | Ałan Chugajew 0-2         |                        |                   | Danijał Gadżyjew 3-4 |                   |                  | 12.     |
| Cimafiej Dziejniczenka | -96 kg      | Muhammad Abd al-Fattah 3-1 | Ardo Arusaar 2-1          | Elis Guri 4-0          | Rustam Totrow 0-3 |                      | Jimmy Lidberg 2-5 |                  | 5.      |
| Ioseb Czugoszwili      | -120 kg     |                            | Heiki Nabi 1-4            |                        |                   | Łukasz Banak 3-0     | Johan Eurén 1-2   |                  | 5.      |

Mężczyźni – styl wolny
| Zawodnik          | Konkurencja | Kwalifikacje     | 1/8                        | Ćwierćfinał           | Półfinał           | Repesaż 1        | Repesaż 2               | Finał            | Finał   |
| Zawodnik          | Konkurencja | Przeciwnik Wynik | Przeciwnik Wynik           | Przeciwnik Wynik      | Przeciwnik Wynik   | Przeciwnik Wynik | Przeciwnik Wynik        | Przeciwnik Wynik | Pozycja |
| ----------------- | ----------- | ---------------- | -------------------------- | --------------------- | ------------------ | ---------------- | ----------------------- | ---------------- | ------- |
| Ali Szabanow      | -66 kg      |                  | Jared Frayer 4-0           | Cəbrayıl Həsənov 2-3  |                    |                  |                         |                  | 10.     |
| Sosłan Gatcyjew   | -84 kg      |                  | Muhammad Rijad al-Wafi 5-3 | Armands Zvirbulis 3-2 | Jaime Espinal 2-15 |                  | Dawit Marsagiszwili 1-6 |                  | 5.      |
| Rusłan Szejchow   | -96 kg      |                  | Chietag Gaziumow 0-2       |                       |                    |                  |                         |                  | 17.     |
| Aleksiej Szemarow | -120 kg     |                  | Dániel Ligeti 4-1          | Tervel Dlagnev 1-5    |                    |                  |                         |                  | 8.      |

Kobiety – styl wolny
| Zawodnik           | Konkurencja | Kwalifikacje       | 1/8                 | Ćwierćfinał      | Półfinał         | Repesaż 1          | Repesaż 2         | Finał            | Finał   |
| Zawodnik           | Konkurencja | Przeciwnik Wynik   | Przeciwnik Wynik    | Przeciwnik Wynik | Przeciwnik Wynik | Przeciwnik Wynik   | Przeciwnik Wynik  | Przeciwnik Wynik | Pozycja |
| ------------------ | ----------- | ------------------ | ------------------- | ---------------- | ---------------- | ------------------ | ----------------- | ---------------- | ------- |
| Wanesa Kaładzinska | -48 kg      |                    | Żułdyz Eszymowa 9-0 | Carol Huynh 0-9  |                  |                    |                   |                  | 8.      |
| Wasilisa Marzaluk  | -72 kg      | Stanka Złatewa 0-2 |                     |                  |                  | Jenny Fransson 4-1 | Annabelle Ali 3-0 | Maider Unda 0-2  | 5.      |

### Żeglarstwo
Kobiety
| Zawodnik           | Konkurencja  | Wyścig | Wyścig | Wyścig | Wyścig | Wyścig | Wyścig | Wyścig | Wyścig | Wyścig | Wyścig | Wyścig | Punkty | Finałowa pozycja |
| Zawodnik           | Konkurencja  | 1      | 2      | 3      | 4      | 5      | 6      | 7      | 8      | 9      | 10     | M*     | Punkty | Finałowa pozycja |
| ------------------ | ------------ | ------ | ------ | ------ | ------ | ------ | ------ | ------ | ------ | ------ | ------ | ------ | ------ | ---------------- |
| Tatjana Drozdowska | Laser Radial | 10     | 7      | 23     | 16     | 16     | 13     | 19     | 16     | 42     | 18     |        | 138    | 15.              |

Mężczyźni
| Zawodnik         | Konkurencja | Wyścig | Wyścig | Wyścig | Wyścig | Wyścig | Wyścig | Wyścig | Wyścig | Wyścig | Wyścig | Wyścig | Punkty | Finałowa pozycja |
| Zawodnik         | Konkurencja | 1      | 2      | 3      | 4      | 5      | 6      | 7      | 8      | 9      | 10     | M*     | Punkty | Finałowa pozycja |
| ---------------- | ----------- | ------ | ------ | ------ | ------ | ------ | ------ | ------ | ------ | ------ | ------ | ------ | ------ | ---------------- |
| Mikałaj Żukawiec | RS:X        | 26     | 22     | 23     | 14     | 26     | 16     | 27     | 21     | 39     | 33     |        | 208    | 27.              |

M = Wyścig medalowy